# Vorskla
Vorskla (rusky a ukrajinsky Ворскла) je řeka v Bělgorodské oblasti v Rusku a v Sumské a v Poltavské oblasti na Ukrajině. Je 464 km dlouhá. Povodí má rozlohu 14 700 km².

## Průběh toku
Pramení na západních svazích Středoruské vysočiny. Téměř po celé délce toku je pravý břeh prudký, vyvýšený a členěný stržemi, zatímco levý je nízký. Říční koryto se vyznačuje písečnými prahy a kosami. Široká říční niva je vyplněna luhy střídajícími se s listnatým lesem a také se v ní nacházejí stará ramena a bažiny. Místy se podél řeky vyskytuje široký pruh nezpevněných písků, jež vytvářejí duny. Ústí do Kamjanské přehrady jako levý přítok Dněpru.

### Přítoky
- zprava – Vorsklica, Boromlja
- zleva – Merla, Kolomak

## Vodní režim
Průměrný průtok vody činí 28,5 m³/s.

## Využití
Na řece leží města Grajvoron (Rusko), Poltava, Kobeljaky (Ukrajina).